# Kolaboracije z Rusijo med rusko invazijo na Ukrajino (2022)
Med rusko invazijo v Ukrajino leta 2022 je prišlo do vojaškega in političnega kolaboracionizma med ukrajinskimi državljani in rusko vojsko.
Primeri vključujejo dva ukrajinska generala, ukrajinskega pogajalca in županjo Galino Danilčenko. Rusija je tudi opozorila na izdajstva.

## Pravna ureditev
Po začetku ruske invazije v Ukrajino 24. februarja 2022 je Vrhovna Rada sprejela dva zakona o kolaboracionizmu, ki ju je pozneje podpisal ukrajinski predsednik Volodimir Zelenski:
- Pravna uredba št. 5143 je uvedla dodatek h Kazenskemu zakoniku Ukrajine k členu 111-1 "Izdaja". Po noveli je bila uvedena odgovornost za poskuse organiziranja volitev ali organiziranja oblasti na ozemljih, ki jih je okupirala Rusija.

- Pravna uredba št. 5144 predvideva spremembe kazenskega zakonika in zakonika o kazenskem postopku Ukrajine. V skladu s spremembami se uvaja koncept "kolaboracionizma", uvaja se kazen za javno zanikanje ruske oborožene agresije proti Ukrajini, podporo odločitvam države agresorke, propagando in prenos materialnih sredstev.

## Ruski okupacijski organi
Po invaziji je rusko vojaško poveljstvo v številnih okupiranih naseljih začelo z organizacijo vojaško-civilnih uprav.

## Pojavnost kolaboracionizma
Državni preiskovalni urad je do 26. marca 2022 odprl približno 200 primerov kolaboracionizma. 3. aprila 2022 je generalna tožilka Ukrajine Irina Venediktova sporočila, da je zaradi suma izdaje 99 ljudi v priporu, še 4 osebe so v priporu zaradi suma kolaboracionizma. 